# Sulgener Berg
Der Sulgener Berg, auch Sulger Berg genannt, ist ein 763,5 m ü. NHN hoher Berg im Schwarzwald. Er liegt in Sulgen (auch auf dem Sulgen), einem Stadtteil von Schramberg im baden-württembergischen Landkreis Rottweil. Er gehört zum Naturpark Schwarzwald Mitte/Nord.
Der Sulgener Berg, der südlich des Sulgener Ortskerns und westlich der Sulgener Ortslage Schoren liegt, wird oft dem südlichen Sulgener Weiler Hutneck zugerechnet und als Sulgener Hausberg bezeichnet. Auf ihm steht der Wasserturm Sulgen, der 1960 erbaut wurde. Bis zur Eingemeindung der Gemeinde Tennenbronn im Jahre 2006 war der Berg eine der höchsten Erhebungen der Gemarkung Schramberg. Auf dem Berg befand sich bis 1875 der Vogthof Sulgener Berg. Heute steht an dieser Stelle das Hotel Restaurant „Drei Könige“.